# Choilodon
Choilodon elegans
Genre
Espèce
Choilodon est un genre éteint de chevrotains (animaux de la famille des tragulidés). 
L'espèce type et seule espèce C. elegans, a été découverte dans des phosphorites du Quercy en France, dans le département du Lot. Ce remplissage karstique est généralement daté de l’Éocène supérieur au début de l'Oligocène supérieur

## Description
L'espèce a été décrite à partir d'une portion du maxillaire inférieur. Le nom de genre provient de la présence d'une cavité en forme de cornet dans la quatrième prémolaire du spécimen.